# Всесвіт. Від Плоскої Землі до Квазару
«Всесвіт. Від Плоскої Землі до Квазару» (англ. The Universe. From Flat Earth to Quasar) — науково-популярна книга американського письменника Айзека Азімова. У цій книзі відслідковується, як протягом віків змінювалося ставлення людини до Всесвіту. Автор розповідає про відкриття в астрономії, які відкрили таємниці зоряних скупчень. Ви дізнаєтесь про те, як зароджуються і помирають галактики, і про багато іншого. Вперше видана в 1967 році.
Книга швидко стала бестселером. Перевидавалася в нових редакціях:
- 1967 Видавництво A.Lane:
  - («Всесвіт» англ. "The Universe")
- 1968 видавництво Discus:
  - «Всесвіт» англ. "The Universe")
- 1971 Видавництво Penguin Books Ltd:
  - («Всесвіт» англ. "The Universe")
- 1973 Видавництво Avon Books:
  - («Всесвіт» англ. "THE UNIVERSE")
- 1977 Видавництво Avon:
  - («Всесвіт. Від Плоскої Землі до Квазару» англ. "The Universe. From Flat Earth to Quasar")
- 1980 Видавництво Walker & Company:
  - («Всесвіт. Від Плоскої Землі до Чорних Дірок і Поза Ними» англ. "The Universe. From Flat Earth to Black Holes and Beyond")

Сьогодні книга Айзека Азімова «Всесвіт. Від Плоскої Землі до Квазару» — це чудове історичне введення в проблеми, котрі вирішує сучасна астрономія.